# Coppa Saporta
La Coppa Saporta (precedentemente nota come Coppa delle Coppe, Coppa d'Europa e Eurocoppa) è stata una competizione di pallacanestro internazionale per club, organizzata annualmente dalla FIBA dal 1967 al 2002.

## Storia

L'Olimpia Milano mostra la Coppa delle Coppe vinta nell'edizione 1975-76

Dalla sua origine fino al 1991 è stata riservata alle formazioni vincitrici delle coppe nazionali dell'anno precedente, periodo nel quale è stata nota col primo nome di Coppa delle Coppe, che derivava proprio da questa selezione.
Dal 1992 al 1996 è stata rinominata Coppa d'Europa, poi per due edizioni fu nota come Eurocoppa, per assumere nel 1999 la denominazione di Coppa Saporta, in onore del celebre dirigente del Real Madrid e di diverse organizzazioni europee, Raimundo Saporta.
È stata la seconda competizione internazionale europea, dopo la Coppa dei Campioni e prima della Coppa Korać.

## Albo d'oro
| Con la denominazione di Coppa delle Coppe |                        |                         |                         |                         |                          |
| 1966-67 dettagli                          | Ignis Varese           | 144-135 (77-67 / 68-67) | Maccabi Tel Aviv        | ZJŠ Spartak Brno        | Botev Burgas             |
| 1967-68 dettagli                          | AEK Atene              | 89-82                   | Slavia Praga            | Ignis Varese            | Vorwärts Leipzig         |
| 1968-69 dettagli                          | Slavia Praga           | 80-74                   | Dinamo Tbilisi          | AŠK Olimpija Lubiana    | Panathīnaïkos Atene      |
| 1969-70 dettagli                          | Fides Partenope Napoli | 147-129 (64-60 / 87-65) | Vichy                   | Dinamo Tbilisi          | AEK Atene                |
| 1970-71 dettagli                          | Simmenthal Milano      | 127-118 (66-56 / 71-52) | Spartak Leningrado      | Fides Partenope Napoli  | Joventut Badalona        |
| 1971-72 dettagli                          | Simmenthal Milano      | 74-70                   | Stella Rossa Belgrado   | Fides Partenope Napoli  | Joventut Badalona        |
| 1972-73 dettagli                          | Spartak Leningrado     | 77-62                   | Jugoplastika Spalato    | Joventut Badalona       | Mobilquattro Milano 1958 |
| 1973-74 dettagli                          | Stella Rossa Belgrado  | 86-75                   | ZJŠ Spartak Brno        | Estudiantes Madrid      | Saclà Asti               |
| 1974-75 dettagli                          | Spartak Leningrado     | 63-62                   | Stella Rossa Belgrado   | CSKA Sofia              | Jugoplastika Spalato     |
| 1975-76 dettagli                          | Cinzano Milano         | 88-73                   | ASPO Tours              | Rabotnički Skopje       | Estudiantes Madrid       |
| 1976-77 dettagli                          | Forst Cantù            | 87-86                   | Radnički Belgrado       | Cinzano Milano          | Joventut Badalona        |
| 1977-78 dettagli                          | Gabetti Cantù          | 84-82                   | Sinudyne Bologna        | FC Barcelona            | Caen                     |
| 1978-79 dettagli                          | Gabetti Cantù          | 83-73                   | EBBC Den Bosch          | FC Barcelona            | Sinudyne Bologna         |
| 1979-80 dettagli                          | Emerson Varese         | 90-88                   | Gabetti Cantù           | Parker Leiden           | FC Barcelona             |
| 1980-81 dettagli                          | Squibb Cantù           | 86-82                   | FC Barcelona            | Turisanda Varese        | Cibona Zagabria          |
| 1981-82 dettagli                          | Cibona Zagabria        | 96-95                   | Real Madrid             | Stroitel Kiev           | Sinudyne Bologna         |
| 1982-83 dettagli                          | Scavolini Pesaro       | 111-99                  | ASVEL Lyon-Villeurbanne | ZZI Olimpija Lubiana    | Nashua Den Bosch         |
| 1983-84 dettagli                          | Real Madrid            | 82-81                   | Simac Milano            | Cibona Zagabria         | Scavolini Pesaro         |
| 1984-85 dettagli                          | FC Barcelona           | 77-73                   | Žalgiris Kaunas         | CAI Saragozza           | ASVEL Lyon-Villeurbanne  |
| 1985-86 dettagli                          | FC Barcelona           | 101-86                  | Scavolini Pesaro        | CSKA Mosca              | Joventut Badalona        |
| 1986-87 dettagli                          | Cibona Zagabria        | 89-74                   | Scavolini Pesaro        | ASVEL Lyon-Villeurbanne | CSKA Mosca               |
| 1987-88 dettagli                          | CSP Limoges            | 96-89                   | Joventut Badalona       | Scavolini Pesaro        | Bayer Leverkusen         |
| 1988-89 dettagli                          | Real Madrid            | 119-113                 | Snaidero Juvecaserta    | Cibona Zagabria         | Žalgiris Kaunas          |
| 1989-90 dettagli                          | Knorr Bologna          | 79-74                   | Real Madrid             | PAOK Salonicco          | Žalgiris Kaunas          |
| 1990-91 dettagli                          | PAOK Salonicco         | 76-72                   | CAI Saragozza           | Dinamo Mosca            | Pitch Cholet             |
| Con la denominazione di Coppa d'Europa    |                        |                         |                         |                         |                          |
| 1991-92 dettagli                          | Real Madrid            | 65-63                   | PAOK Salonicco          | Glaxo Verona            | Smelt Olimpija Lubiana   |
| 1992-93 dettagli                          | Aris Salonicco         | 50-48                   | Efes Pilsen             | NatWest Saragozza       | Hapoel Galil Elyon       |
| 1993-94 dettagli                          | Smelt Olimpija Lubiana | 91-81                   | Taugrés Baskonia        | Aris Salonicco          | Pitch Cholet             |
| 1994-95 dettagli                          | Benetton Treviso       | 94-86                   | Taugrés Baskonia        | Olympique Antibes       | Īraklīs Salonicco        |
| 1995-96 dettagli                          | Taugrés Baskonia       | 88-81                   | PAOK Salonicco          | Dinamo Mosca            | Žalgiris Kaunas          |
| Con la denominazione di Eurocoppa         |                        |                         |                         |                         |                          |
| 1996-97 dettagli                          | Real Madrid            | 78-64                   | Mash Verona             | Racing Parigi           | Īraklīs Salonicco        |
| 1997-98 dettagli                          | Žalgiris Kaunas        | 82-67                   | Stefanel Milano         | Avtodor Saratov         | Panathīnaïkos Atene      |
| Con la denominazione di Coppa Saporta     |                        |                         |                         |                         |                          |
| 1998-99 dettagli                          | Benetton Treviso       | 64-60                   | Pamesa Valencia         | Budućnost Podgorica     | Aris Salonicco           |
| 1999-00 dettagli                          | AEK Atene              | 83-76                   | Kinder Bologna          | Zadar                   | Lietuvos rytas           |
| 2000-01 dettagli                          | Maroussi Atene         | 74-72                   | Élan Chalon             | UNICS Kazan'            | Pamesa Valencia          |
| 2001-02 dettagli                          | Montepaschi Siena      | 81-71                   | Pamesa Valencia         | Hapoel Gerusalemme      | Anwil Włocławek          |

## Statistiche di squadra

### Titoli per club

La Pall. Cantù vincitrice nella stagione 1980-81 della sua quarta Coppa delle Coppe

| Club                 | Titoli | Città      | Anni                                       |
| -------------------- | ------ | ---------- | ------------------------------------------ |
| Pall. Cantù          | 4      | Cantù      | 1976-1977, 1977-1978, 1978-1979, 1980-1981 |
| Real Madrid          | 4      | Madrid     | 1983-1984, 1988-1989, 1991-1992, 1996-1997 |
| Olimpia Milano       | 3      | Milano     | 1970-1971, 1971-1972, 1975-1976            |
| Sptk. S. Pietroburgo | 2      | Leningrado | 1971-1972, 1974-1975                       |
| Pall. Varese         | 2      | Varese     | 1966-1967, 1979-1980                       |
| Barcellona           | 2      | Barcellona | 1984-1985, 1985-1986                       |
| Cibona Zagabria      | 2      | Zagabria   | 1981-1982, 1986-1987                       |
| Pall. Treviso        | 2      | Treviso    | 1994-1995, 1998-1999                       |
| AEK Atene            | 2      | Atene      | 1967-1968, 1999-2000                       |
| USK Praga            | 1      | Praga      | 1968-1969                                  |
| Partenope            | 1      | Napoli     | 1969-1970                                  |
| Stella Rossa         | 1      | Belgrado   | 1973-1974                                  |
| V.L. Pesaro          | 1      | Pesaro     | 1982-1983                                  |
| CSP Limoges          | 1      | Limoges    | 1987-1988                                  |
| Virtus Bologna       | 1      | Bologna    | 1989-1990                                  |
| PAOK Salonicco       | 1      | Salonicco  | 1990-1991                                  |
| Aris Salonicco       | 1      | Salonicco  | 1992-1993                                  |
| Olimpija Lubiana     | 1      | Lubiana    | 1993-1994                                  |
| Saski Baskonia       | 1      | Vitoria    | 1995-1996                                  |
| Žalgiris Kaunas      | 1      | Kaunas     | 1997-1998                                  |
| Maroussi             | 1      | Atene      | 2000-2001                                  |
| Mens Sana Siena      | 1      | Siena      | 2001-2002                                  |

## Classifica per nazioni
| Titoli | Nazione                       | Squadra |
| ------ | ----------------------------- | --- |
| 15     | Italia                        | Pallacanestro Cantù (4), Olimpia Milano (3), Pallacanestro Varese (2), Pallacanestro Treviso (2) Partenope Napoli (1), Victoria Libertas Pesaro (1), Virtus Pallacanestro Bologna (1), Mens Sana Basket Siena (1) |
| 7      | Spagna                        | Real Madrid (4), FC Barcelona (2), Baskonia Vitoria (1) |
| 5      | Grecia                        | AEK Atene (2), PAOK Salonicco (1), Aris Salonicco (1), Maroussi Atene (1) |
| 3      | Jugoslavia                    | Cibona Zagabria (2), Stella Rossa Belgrado (1) |
| 2      | Unione Sovietica              | Spartak Leningrado (2) |
| 1      | Rep. Ceca / ( Cecoslovacchia) | Slavia Praga (1) |
| 1      | Francia                       | CSP Limoges (1) |
| 1      | Slovenia                      | Olimpia Lubiana (1) |
| 1      | Lituania                      | Žalgiris Kaunas (1) |

## Premi individuali

### MVP della Finale
- 1996  Ramón Rivas (Saski Baskonia)
- 1997  Alberto Herreros (Real Madrid)
- 1998  Saulius Štombergas (Žalgiris Kaunas)
- 1999 non assegnato
- 2000  Anthony Bowie (AEK Atene)
- 2001  Vasil Evtimov (Maroussi)
- 2002  Roberto Chiacig (Mens Sana Siena)